# Ústavní soud Republiky Slovinsko
Ústavní soud Republiky Slovinsko (slovinsky Ustavno sodišče Republike Slovenije, zkráceně US RS) je zvláštní soud vykonávající ústavní přezkum a zajišťující ochranu ústavnosti, zákonnosti a lidských práv. Z hlediska teorie ústavního práva se v případě Slovinska jedná o model koncentrovaného specializovaného ústavního soudnictví.
Ústavní soud vznikl již v roce 1963, ale jeho význam vzrostl až po osamostatnění Slovinska v roce 1991. Je složen z devíti soudců, již jsou voleni Státním shromážděním na návrh prezidenta republiky na devět let bez možnosti opětovného zvolení. Soudci ze svého středu volí předsedu Ústavního soudu. Soud rozhoduje ve třech tříčlenných senátech – civilním, trestním a správním. Sídlem soudu je Plečnikův palác v Lublani.
Do roku 2009 obdržel soud 21 562 podání, přičemž ve věci samé rozhodoval soud u bezmála jednadvaceti tisíců podání. V jednotlivých letech je možné vysledovat podobnost řešených právních otázek (právní zájem, zřízení obcí, soudní služba, omezení opravných prostředků, kompetenční spory aj.).

## Historie
Ústava Socialistické federativní republiky Jugoslávie (SFRJ) ze 7. dubna 1963 již na rozdíl od ústavy Federativní lidové republiky Jugoslávie (FNRJ) z roku 1946 hovořila nejen o soustavě obecných soudů, jež byla tvořena nejvyššími soudy federace, republik a autonomních oblastí, krajskými a okresními soudy, ale zakládala také prostor pro ústavní soudy, které v ustanovení článku 242 v obecné rovině pověřovala ochranou ústavnosti. V důsledku této konstrukce vznikly i soudy jugoslávských socialistických republik. Zatímco federální ústavní soud dohlížel na dodržování ústavnosti na federální úrovni, republikové ústavní soudy dbaly na ochranu ústavnosti na úrovni republik.
Vznik ústavního soudu v podmínkách socialistického státu nebyl v šedesátých letech zvykem, neboť právní teorie zde deklarovala jednotu státní moci v čele s parlamentem, která by se reálnou činností ústavního soudu začala drolit. Koncepce existence neparlamentního nebo mimoparlamentního orgánu ústavního soudnictví, který by dohlížel na soulad zákonů s ústavou, byla dlouhodobě – právě s výjimkou Jugoslávie – odmítána. V průběhu osmdesátých let začalo v tomto postoji docházet ke změně, když došlo k ustavení ústavních soudů v Polsku a Maďarsku a kdy se dokonce začalo diskutovat i o vzniku ústavního soudu v Sovětském svazu.
Před vznikem soudu dohlížela na dodržování ústavnosti a zákonnosti republiková skupščina. Ústavní soud tehdejší Socialistické republiky Slovinsko (slovinsky: Ustavno sodišče Socialistične republike Slovenije) vznikl v roce 1963, když byli 5. června 1963 do funkce ustaveni první předseda a osm soudců. Soud poprvé zasedal 15. února 1964. Měl devět soudců volených republikovou skupščinou na návrh republikového Předsednictva. Po uplynutí osmiletého funkčního období nemohli být opětovně zvoleni. Také předsedu soudu volila skupščina, a to na čtyři roky s možností opětovného zvolení. Činnost republikového ústavního soudu byla upravena ústavou Socialistické republiky Slovinsko (č. 10/1963 UL SRS) a zákonem o ústavním soudu. Změny přinesla nová republiková ústava z roku 1974 a zejména nový zákon o ústavním soudu.
Dohled nad ústavností byl v letech 1964–1974 spíše formální, změny v souvislosti s ústavou 1974 však umožnily i pozdější hladký přechod do nového právního prostředí. V roce 1974 byla přijata nová federální ústava, která posílila pozice jednotlivých republik a autonomních oblastí. Zásada nadřazenosti federálního práva byla v zásadě nahrazena zásadou nadřazenosti práva republikového. Posílení role republiky se promítlo i do postavení jejího Ústavního soudu. Po roce 1974 disponoval soud nadále schopností vykonávat abstraktní normativní kontrolu – rozhodovat o ústavnosti a zákonnosti právních aktů a dále rozhodovat spory o pravomoc mezi republikou a politicko-územními celky, resp. mezi republikovou soudní soustavou a orgány politicko-územních jednotek. Pro rozhodování Ústavního soudu v období let 1974 až 1991 bylo typické, že se v zásadě vyhýbal využívání právních zásad, a to i těch výslovně vyjádřených v ústavě, což je zásadní rozdíl oproti postupu ústavních soudů ve vyspělých demokraciích. Ústavní soud na rozdíl od současné úpravy neměl právo rušit zákon, který odporoval ústavě (kasační pravomoc). Do účinnosti současné ústavy tak Ústavní soud musel nejprve vyjádřit rozpor s ústavou, což byl pokyn skupščině, aby rozpor odstranila, a jestliže ta tak neučinila, mohl soud teprve dalším rozhodnutím stanovit neplatnost předpisu. Nicotnost podzákonných předpisů mohl Ústavní soud vyjádřit i před účinností ústavy z roku 1991. Kromě absence kasační pravomoci vůči zákonům nemohl ústavní soud rozhodovat o ústavních stížnostech proti porušování lidských práv a základních svobod individuálními právními akty (tuto pravomoc ale měl soud v letech 1963 až 1974), rozhodovat o protiústavnosti konání politických stran a rozhodovat o žalobě proti některým státním funkcionářům.

## Současnost
Již od zhroucení politického monopolu Svazu komunistů se odehrával proces přechodu na moderní demokratický právní řád založený na úctě k lidským právům. Významným mezníkem ve vývoji soudu (ale i celého Slovinska) byl 25. červen 1991, kdy Slovinsko vyhlásilo nezávislost na Jugoslávii (účinnost tohoto aktu byla Brionskou deklarací od července do října 1991 přerušena). Po vypršení moratoria se Slovinsko stalo samostatným a nezávislým státem, který 23. prosince 1991 přijal svou novou ústavu. Tato ústava zavedla princip dělby moci na moc výkonnou, zákonodárnou a soudní, čímž byl vytvořen prostor pro novou působnost Ústavního soudu. Ústava v článcích 160 až 167 upravuje působnost Ústavního soudu, způsobilost rušit protiústavní zákony, složení soudu, funkční období soudců, neslučitelnost funkce, imunitu soudců a ve vztahu k řízení před Ústavním soudem odkazuje na zvláštní zákon, jímž je zákon o Ústavním soudu z 8. března 1994. Od doby přijetí zákona došlo k přijetí několika novel, a tak byl zákon o Ústavním soudu znovu s ohledem na všechny změny publikován v roce 2007.
Pro činnost Ústavního soudu jsou důležité tyto tři dokumenty: Ústava Republiky Slovinsko, zákon o Ústavním soudu a jednací řád Ústavního soudu Republiky Slovinsko.

## Činnost soudu

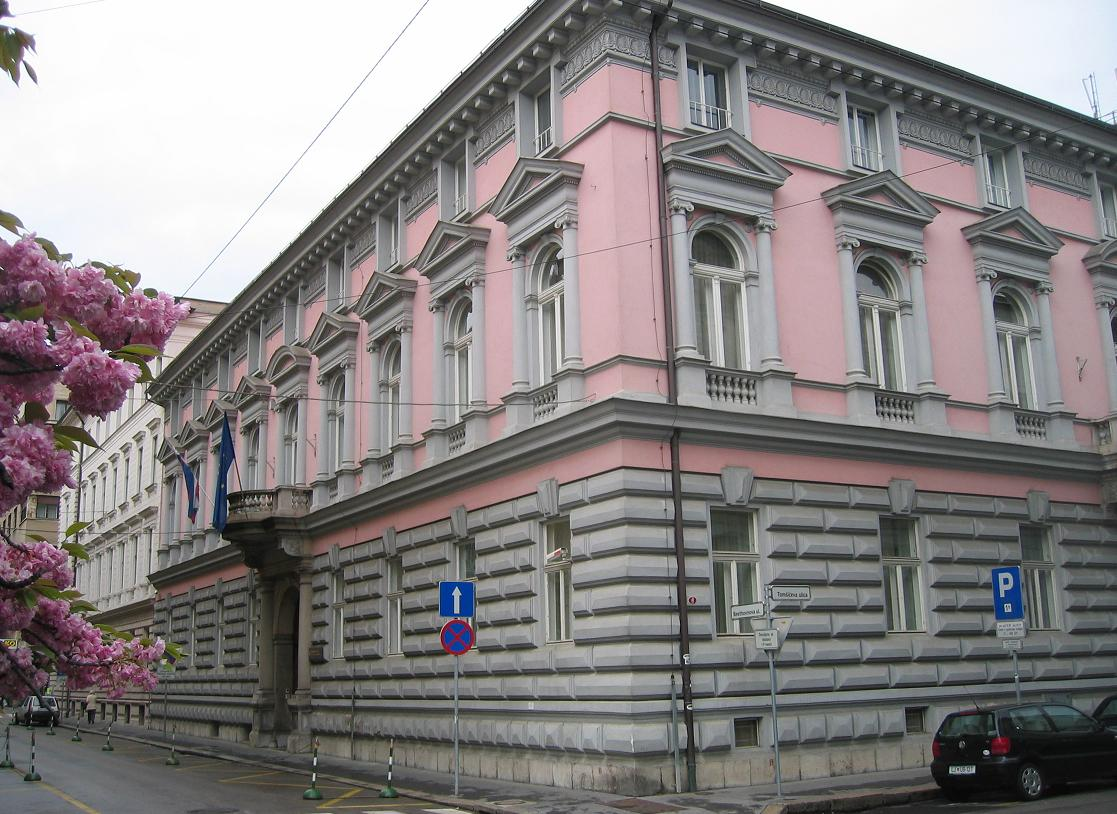
Plečnikův palác, sídlo Ústavního soudu Republiky Slovinsko

Ústavní soud je nejvyšším orgánem ochrany ústavnosti, zákonnosti, lidských práv a základních svobod. Rozhoduje zejména o souladu zákonů s ústavou, ratifikovanými mezinárodními smlouvami a obecnými zásadami mezinárodního práva, souladu podzákonných předpisů s ústavou a zákony, o ústavních stížnostech na porušení lidských práv a základních svobod individuálními akty, kompetenčních sporech mezi státem a místními společenstvími, mezi místními společenstvími navzájem, mezi soudy a jinými státními orgány, mezi Státním shromážděním, prezidentem a vládou, o protiústavnosti aktů a činnosti politických stran.
Na žádost prezidenta, vlády nebo třetiny poslanců vyslovuje Ústavní soud názor na soulad přijímané mezinárodní smlouvy se slovinskou ústavou, přičemž Státní shromáždění je v tomto případě rozhodnutím Ústavního soudu vázáno.
Pokud Ústavní soud zjistí, že je zákon protiústavní, zruší ho zcela nebo zčásti. Zrušení vstoupí v účinnost okamžitě nebo ve lhůtě určené soudem, která nemůže být delší než jeden rok.
Soudci rozhodují ve třech tříčlenných senátech, činnost senátů se řídí rozvrhem práce.

### Podání a vybraná rozhodnutí
Tabulka vyjadřuje celkový počet podání k Ústavnímu soudu v daném roce, počet podání, která soud v roce rozhodl, a počet podání, která na konci daného roku zůstala nerozhodnutá.
| Rok  | Počet nových podání | Počet rozhodnutých podání | Počet nerozhodnutých podání |
| ---- | ------------------- | ------------------------- | --------------------------- |
| 1992 | 201                 | 167                       | 105                         |
| 1994 | 475                 | 342                       | 302                         |
| 1995 | 510                 | 314                       | 500                         |
| 1997 | 707                 | 527                       | 813                         |
| 1998 | 778                 | 678                       | 933                         |
| 1999 | 644                 | 679                       | 878                         |
| 2002 | 1 213               | 999                       | 1 265                       |
| 2003 | 1 072               | 1 060                     | 1 273                       |
| 2004 | 1 271               | 1 364                     | 1 179                       |
| 2005 | 1 877               | 1 462                     | 1 594                       |
| 2006 | 3 053               | 1 667                     | 2 981                       |
| 2007 | 4 354               | 6 027                     | 1 308                       |
| 2008 | 3 562               | 3 827                     | 1 045                       |
| 2009 | 1 845               | 1 772                     | 1 117                       |

Rostoucí počet podání v prvních letech samostatnosti souvisel se zkoumáním ústavnosti a zákonnosti právních předpisů. V jednotlivých letech je možné vysledovat podobnost právních otázek, k nimž podání směřují: v roce 1993 byla napadána ustanovení zákona o zřízení obcí, v roce 1994 pak ustanovení zákona o soudní službě, po roce 1995 to byla ustanovení novel, které sledovaly omezení mimořádných opravných prostředků v soudních řízeních a v roce 2005 se podání týkala sporů mezi policií a soudy o pravomoc v první fázi přestupkového řízení.
Soud byl často nucen nerozhodovat o věci samé z důvodů neúplného nebo nejasného podání, což se soud pokusil vyřešit v březnu 2002 přípravou nepovinného formuláře k podání návrhu. Ke zrychlení řízení měla přispět i novela zákona o Ústavním soudu účinná od července 2007, která vymezila okolnosti, kdy je možné podat ústavní stížnost, resp. kdy může Ústavní soud stížnost zamítnout. V souvislosti s novelou se začalo pro případ nedostatečného poklesu zatížení soudu hovořit o možnosti diskrece, čímž by soud mohl na základě závažných důvodů nevyhovět i takové žádosti, která splňuje formální podmínky.
Návrh Ústavnímu soudu může podat ten, kdo prokáže právní zájem na věci. Od roku 1992 se tak Ústavní soud ve své judikatuře zaměřuje na vymezení podmínek, které takový právní zájem dostatečně prokazují. Soud doposud vymezil právní zájem jako přímý, právní (nikoliv ekonomický), konkrétní mající vztah ke stěžovateli a směřující ke zlepšení jeho právního postavení. Ústavní soud také judikoval, že posuzovat právní zájem může kdykoliv během řízení.
V roce 1997 rozhodoval Ústavní soud v několika případech v souvislosti s denacionalizací (odnárodnění) a restitucí majetku znárodněného po druhé světové válce. Původní úprava přijatá na konci roku 1991 vylučovala z účasti na navrácení majetku právnické osoby. Ústavní soud pro rozpor s principem rovnosti před zákonem zrušil v březnu 1993 ustanovení zákona, která pro takové konání tvořila oporu. Souvislost s denacionalizací měly také kompetenční spory mezi soudy a správními orgány, které popíraly svou věcnou příslušnost při rozhodování o denacionalizaci. Soud několikrát judikoval věcnou příslušnost obecných soudů bez ohledu na charakter právního jednání, kterým bylo znárodnění provedeno (vynuceným právním jednáním nebo administrativním rozhodnutím).
V roce 1997 byla přijata novela cizineckého zákona, která se zpětnou účinností stanovila jako podmínku k získání občanství osmiletý pobyt ve Slovinsku (namísto dosavadní podmínky tříletého pobytu). Návrh na zrušení novely Ústavnímu soudu předložila Státní rada, která v ní spatřovala porušení principu právní jistoty a zákazu retroaktivity. V novele se promítala dlouhodobá koncepce slovinské politiky, podle které bylo bráněno cizím státním příslušníkům kupovat ve Slovinsku nemovitosti. Vláda tak ve vztahu k novele a k řízení před Ústavním soudem argumentovala veřejným zájmem ochrany majetku. Ústavní soud se nakonec přiklonil k principu právní jistoty a novelizaci zrušil. Z hrozby před zablokováním přístupu Slovinska do Evropské unie ze strany Itálie byl nakonec v roce 1997 přijat ústavní dodatek, který upravoval otázku nabývání vlastnictví cizinci. V únoru 1999 pak Ústavní soud prohlásil za protiústavní i článek 81 zákona o cizincích, jehož neúplnost vyústila v únoru 1992 v situaci, kdy obecní správní orgány vymazaly z registru trvalého pobytu a převedly do registru cizinců osoby, které byly k okamžiku vyhlášení nezávislosti v červnu 1991 občany jiných svazových republik a ve stanovené lhůtě nezažádaly o slovinské občanství nebo byla jejich žádost zamítnuta. Problém nastal v důsledku mezery v cizineckém zákoně ve vztahu k občanům ostatních svazových republik bývalé jugoslávské federace vyvolané představou slovinského zákonodárce o jejím budoucím vyplnění mezistátními dohodami, které však s ohledem na propuknutí válečného konfliktu v Chorvatsku a v Bosně nikdy nebyly sjednány. Vláda se mezeru pokusila překonat svými usneseními, kterými však nemohla zasahovat do práv těchto osob. Soud pak v roce 1999 vyvodil, že stále existovaly právní následky vyplývající z neregulovaného právního postavení osob, které byly občany jiných republik bývalé SFRJ a předmětné ustanovení cizineckého zákona s odkazem na rozpor s principem důvěry v právo zrušil.
V roce 1998 pak Ústavní soud zrušil ustanovení slovinského trestního řádu, která zaváděla zvláštní vyšetřovací metody (odposlech, zdánlivý prodej) pro jejich nedostatečné vymezení, a tak hrozbu jejich zneužití. Soud v tomto případě využil možnost stanovení jednoleté lhůty do zrušení, čímž byl vytvořen prostor pro změnu právní úpravy. Ve stejném období přijal soud před svou většinovou obměnou dvě sporná rozhodnutí, která souvisela s jeho složením (otázka volebního systému a postavení samostatné územní jednotky Koper).
V letech 2005 až 2006 byla činnost Ústavního soudu prakticky ochromena množstvím podání v oblasti přestupků: jednalo se především o kompetenční spory mezi policií a okresními soudy o příslušnosti k rozhodování v prvním stupni přestupkového řízení. Na konci roku 2006 tak u Ústavního soudu leželo necelých tři tisíce nevyřízených návrhů.
Na konci roku 2009 předložila slovinská vláda Ústavnímu soudu k posouzení návrh dohody s Chorvatskem, který měl vyřešit vleklý hraniční spor. V březnu 2010 Ústavní soud rozhodl, že smluvená arbitrážní smlouva není v rozporu s ústavou Republiky Slovinsko, ani se základní ústavní listinou o nezávislosti Republiky Slovinsko, což přivítalo Chorvatsko i Evropská unie, neboť byly kvůli sporu dlouhodobě blokovány přístupové rozhovory Chorvatska.
V září 2011 označil Ústavní soud za protiústavní předpis městské občiny Lublaň, kterým v roce 2009 vznikla Titova ulice (Titova cesta). Podle Ústavního soudu byl Josip Broz Tito jako doživotní prezident SFRJ nejvyšší symbol komunistického režimu. Znovuobnovení Titovy ulice, která předtím z mapy Lublaně zmizela v říjnu 1991, označil soud za velebení někdejšího nedemokratického režimu, pro nějž bylo typické porušování lidských práv a základních svobod.

## Složení
Ústavní soud se skládá z devíti soudců, které z řad právních odborníků volí na devítileté období Státní shromáždění na návrh prezidenta republiky. Platí, že ústavní soudci nemohou být opětovně zvoleni a svoji funkci vykonávají i po uplynutí doby, pokud noví soudci ještě nebyli zvoleni. Předčasně může funkce ústavního soudce skončit zproštěním, pokud o to soudce sám požádá, je mu uložen trest odnětí svobody pro trestný čin nebo je trvale neschopný zastávat funkci.
Členové Ústavního soudu volí svého předsedu, který je volen na tříleté období. Funkce ústavního soudce je neslučitelná zejména s funkcemi ve státní správě a samosprávě či se členstvím v politické straně. Ústavní soudci mají stejnou imunitu jako poslanci Státního shromáždění.
Ústavní soud v plném počtu rozhoduje od 1. května 1993. Zdlouhavé jmenování prvních soudců US RS v letech 1991 až 1993 odráželo problémy koalice DEMOS – převaha pravicových poslanců však nakonec znamenala, že se většina soudců prvního Ústavního soudu klonila k pravicovým politickým stranám. Rozklad DEMOSovské vládní koalice byl ztvrzen v dubnu 1992, kdy byla vyhlášena nedůvěra premiéru Lojze Peterlemu a do funkce premiéra v květnu 1992 nastoupil Janez Drnovšek, jehož první koalice vznikla spojením některých bývalých koaličních a opozičních stran. Drnovšek ve funkci premiéra setrval i po volbách v prosinci 1992 a po volbách v roce 1996 mohl opět vytvořit svou vládu, když za poměru sil 45:45 ve Státním shromáždění získal hlas poslance Cirila Pucka, který opustil pravicový tábor. Názorové rozdíly mezi pravicí a levicí se promítly do konfliktu mezi levostředovou vládou a soudem. Tento konflikt vygradoval těsně před většinovou obměnou soudu v roce 1998, kdy soud přijal dvě sporná rozhodnutí. Ústavní soud nejprve rozhodl ve věci referenda z roku 1996 o volebním systému, kdy si voliči mohli vybrat variantu – systém proporční, většinový nebo smíšený. Žádný návrh nezískal absolutní většinu, přesto Ústavní soud přikázal Státnímu shromáždění, aby přijal volební zákon založený na většinovém volebním systému, což ale poslanci opakovaně odmítli. V listopadu 1998 pak soudci rozhodli o odebrání statusu samosprávné územní jednotky obci Koper a jejím rozdělení na několik menších oblastí, což ignorovalo výsledky referenda, kde se pro Koper jako samostatnou územní jednotku vyjádřilo 90 % voličů.
Ústavní soud měl v období od října do prosince 1998 jedenáct členů. Problém nastal v důsledku politických neshod a situace, kdy nebylo jasné, který ze soudců ustavených najednou má uvolnit místo soudci novému. Státní shromáždění vytvořilo konstrukci, že v úřadě zůstanou všichni soudci a čtyři soudci získají zvláštní statut, kdy budou mít práva plynoucí z funkce soudce kromě práva zasedat a rozhodovat.

### Předsedové
Prvním předsedou Ústavního soudu samostatného Slovinska se stal Peter Jambrek, jenž byl v prosinci 1991 členem skupiny pro přípravu slovinské ústavy. Jambrek funkci vykonával až do 24. dubna 1994, kdy ho vystřídal další ze spoluautorů ústavy – Tone Jerovšek. V roce 1997 se předsedou soudu stal Lovro Šturm, kterého nahradil 30. října 1998 Franc Testen. V období od listopadu 2001 do listopadu 2004 byla předsedkyní soudu profesorka Dragica Wedamová Lukićová, další tři roky pak Janez Čebulj. Předsedou US RS v letech 2007 až 2010 byl Jože Tratnik, následován Ernestem Petričem, který funkci zastával do roku 2013. Jeho nástupcem ve funkci se stal dosavadní místopředseda soudu, Miroslav Mozetič. Od roku 2016 je předsedkyní ÚS RS Jadranka Sovdatová.
Trojice prvních tří předsedů Ústavního soudu se v roce 2000 opět sešla v rolích ministrů v Bajukově vládě.

### Současné složení Ústavního soudu
Soudci jsou seřazeni podle data nabytí funkce soudce.
| Jméno                               | Počátek funkce    | Pozice           | Reference     |
| ----------------------------------- | ----------------- | ---------------- | ------------- |
| Doc. dr. Jadranka Sovdatová         | 19. prosinec 2009 | předsedkyně      | [ 60 ] [ 64 ] |
| Doc. dr. Etelka Korpičová-Horvatová | 28. září 2010     | místopředsedkyně | [ 66 ] [ 64 ] |
| Dr. Dunja Jadeková Pensová          | 15. červenec 2011 | soudkyně         | [ 67 ]        |
| Doc. dr. Špelca Mežnarová           | 31. říjen 2016    | soudkyně         | [ 60 ] [ 68 ] |
| Marko Šorli                         | 20. listopad 2016 | soudce           | [ 60 ] [ 69 ] |
| Akad. prof. dr. Marijan Pavčnik     | 27. březen 2017   | soudce           | [ 60 ] [ 70 ] |
| Prof. dr. Matej Accetto             | 27. březen 2017   | soudce           | [ 60 ] [ 71 ] |
| DDr. Klemen Jaklič                  | 27. březen 2017   | soudce           | [ 60 ] [ 72 ] |
| Prof. dr. Rajko Knez                | 25. duben 2017    | soudce           | [ 60 ] [ 73 ] |

## Sídlo soudu
Ústavní soud Republiky Slovinsko sídlí v tzv. Plečnikově paláci. Novorenesanční budova byla postavena v roce 1884 jako obytný dům. Na počátku dvacátého století budovu koupila hospodářská komora, která v domě provedla úpravy. V letech 1925 až 1927 prodělala budova rekonstrukci, kterou podle návrhů architekta Josipa Plečnika (odtud název paláce) a pod jeho dohledem provedl jeho asistent – architekt France Tomažič. Rekonstrukce budovy byla inspirována antikou, doplněnou o egyptské, etruské a mínojské prvky. Plečnik při rekonstrukci dbal i na detaily – především ve vstupním prostoru a ve velké zasedací místnosti.
Ústavní soud sídlí v budově od roku 1964. V roce 1993 se Plečnikův palác stal kulturní památkou a v roce 1997 prodělal citlivou rekonstrukci.